# Serralada Erta Ale
La serralada Erta Ale és la serralada volcànica més important de la depressió d'Afar, a la Regió Àfar, Etiòpia. Està format principalment per volcans en escut.
Destaquen els volcans Erta Ale (613 msnm), l'Ale Bagu (1.031 msnm), el més alt de la serralada, l'Alu (429 msnm), Dalaffilla (578 msnm) i Borale Ale (668 msnm).